# Lancasteri Filippa portugál királyné
IV. Henrik angol király nővére 1359. március 31-én született, az angliai Leicester Kastélyban, Genti János (Lancaster 1. hercege, III. Eduárd angol király fia) és Grosmont-i Blanka hercegnő gyermekeként.
Gyermekkora nagy részét apja számos birtokán, kastélyokban töltötte, például a londoni Szavoja Palotában, ahol húga, a három évvel fiatalabb Erzsébet és öccse, a hat évvel fiatalabb Henrik társaságában sajátította el a kor arisztokrata hölgyei számára fontos műveltséget.
23 éves édesanyját 1368-ban elvitte a pestis, apja, János pedig három év múlva újranősült. A 17 esztendős Kasztíliai Konstancia infánsnő lett Filippa mostohaanyja, aki két gyermeket szült férjének, Katalint és Jánost.
1394-ben Konstancia is meghalt, ezért János ismét oltár elé állt, ezúttal volt szeretőjét, az özvegy, 44 éves Katherine Swynford-ot vette feleségül, akinek akkorra már három gyermeke (Blanka, Tamás és Margit) is volt néhai férjétől, Hugh Swynford-tól. (Katherine volt Filippa gyermekkori nevelőnője.)
Katherine első férje, Swynford 1371-ben halt meg. Ekkor viszonyt kezdett Jánossal, aki akkor már a második feleségével, Konstanciával élt együtt.
Kapcsolatukból négy gyermek származott:
- Beaufort János (1373-1410), Somerset 1. grófja, az ő unokája volt az a Beaufort Margit, aki a későbbi VII. (Tudor) Henrik angol király édesanyja lett
- Beaufort Henrik (1375-1447), aki később bíboros lett
- Beaufort Tamás (1377-1426), Exeter hercege
- Beaufort Johanna (1379-1440), aki először Robert Ferrers (Boteler of Wem 5. bárója) felesége volt, utána pedig Ralph de Neville (Westmorland 1. grófja) hitvese lett

1387. február 2-án, az oportói katedrálisban a 27 éves Filippa nőül ment a nála egy évvel idősebb I. János portugál királyhoz, akinek kilenc gyermeket szült:
- Blanka (1388-1389)
- Alfonz (1390 júliusa - 1400. december 22.)
- Eduárd (1391-1438), 1433-ban ő lett apja után Portugália következő uralkodója
- Péter (1392-1449), Coimbra 1. hercege
- Henrik (1394-1460), Viseu 1. hercege
- Izabella (1397-1472), 1430-tól 1467-ig III. Fülöp burgundi herceg harmadik felesége
- Blanka (1398-ban született, s valószínű, hogy még csecsemőként meghalt)
- János (1400-1442), Reguengos ura
- Ferdinánd (1402-1443)

Lakodalmuk 15 napon át tartott a portugál királyi udvarban. 
Sajnos Filippa férje számos ágyast tartott házasságuk alatt, köztük Inês Peres Esteves-t is, aki hosszú viszonyuk során három gyermeket szült Jánosnak, egy fiút és két lányt (Alfonz, Beatrix és Branca). Alfonz már 10 éves volt, mikor Filippa János felesége lett.
1415. július 19-én, 56 évesen érte utol a halál, Sacavémben. Pestis okozta halálát, akárcsak édesanyja esetében, 46 évvel korábban. Testét a Batalha Monostorban helyezték végső nyugalomra. Férje 1433. augusztus 14-én, 75 éves korában halt meg, Lisszabonban. Többé nem nősült újra.
1. ↑  Kindred Britain
2. ↑  p10215.htm#i102143, 2020. augusztus 7.